# 子午線高原

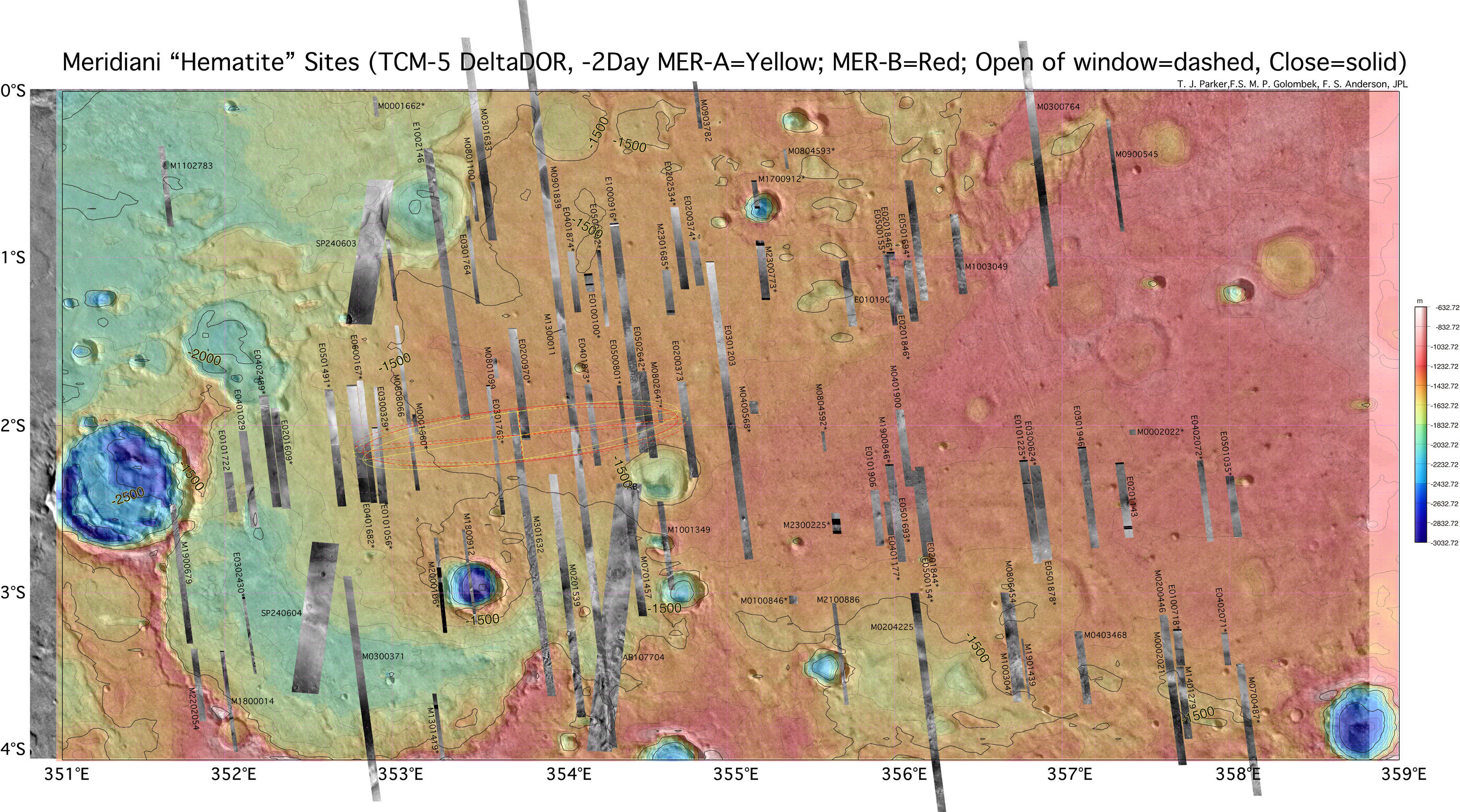
子午線高原的地形圖

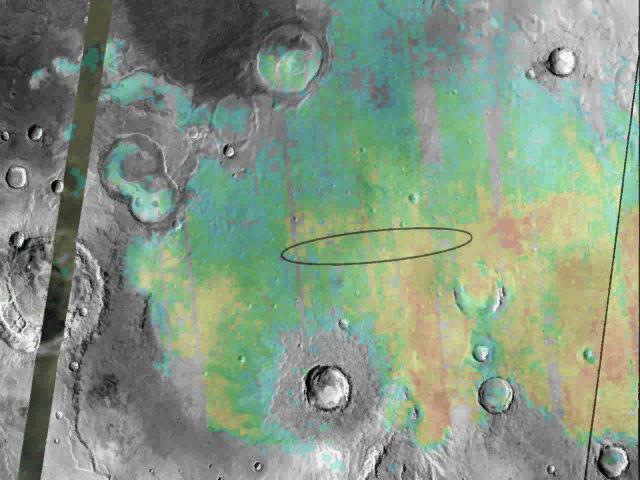
衛星資料顯示在子午線高原的赤鐵礦沉積物。機會號的登陸足跡（Landing footprint）位於橢圓形範圍內。

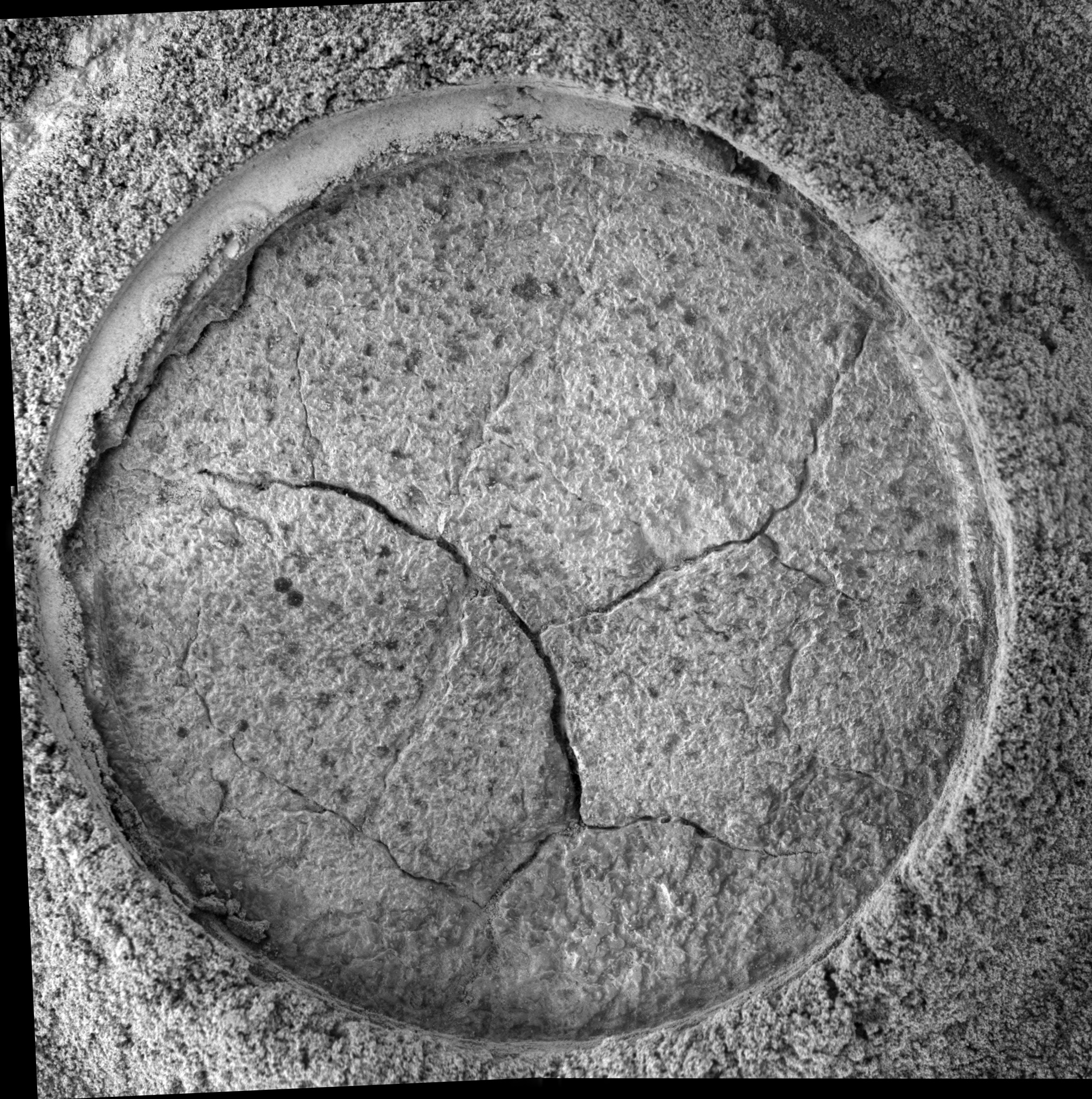
小獵犬撞擊坑附近的岩石露頭，已被機會號的岩石研磨工具研磨過。

子午線高原（英文：Meridiani Planum）或譯子午高原、子午線平原，是在火星南緯2度的一個高原，中心位於0°12′N 357°30′E / 0.2°N 357.5°E，位於子午線高地（Terra Meridiani）的最西側部分。這個地區有少見的灰色結晶赤鐵礦。在地球上赤鐵礦常見於溫泉或平靜的湖泊；因此許多科學家相信在子午線高原的赤鐵礦代表了火星古代曾存在溫泉或曾經是液態水存在的環境。赤鐵礦是當地厚度200至800公尺厚沉積岩地層的一部份。其他子午線高原上的地表特徵包含了玄武岩和撞擊坑。

## 機會號火星車

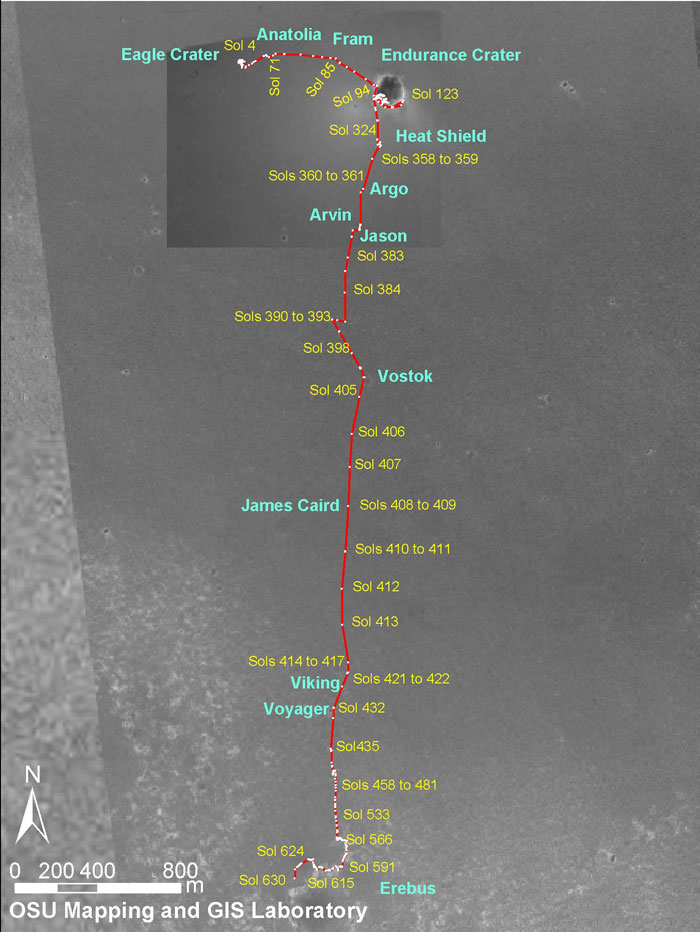
機會號的探測路線

2004年，子午線高原是NASA火星探測漫遊者兩台火星車的機會號登陸地點。這裡原本也是2001火星探勘者登陸艇的預定登陸地點，但該計畫在火星氣候探測者號和火星極地著陸者號失敗後取消。
機會號的探測結果指出在登陸地點曾經長時間有大量的高濃度鹽份和強酸性液態水。地表特徵顯示在交錯沉積物中存在許多小的類似卵石物體，外表看起來是結核構造、岩石內的晶簇，以及存在大量的硫酸鎂和其他富含硫的礦物，例如黃鉀鐵礬。

## 機會號在子午線高原岩石和礦物的發現
機會號在子午線高原發現當地土讓相當類似古瑟夫撞擊坑和阿瑞斯谷；不過在當地許多處的土壤被灰色硬質圓球覆蓋，被稱為「藍莓石」這些藍莓石幾乎都由赤鐵礦組成。這些物質的成分是由2001火星奧德賽號的光譜觀測判定的。更進一部的研究顯示這些藍莓石是形成於火星表面，並且和水有關聯。隨時間推移，這些核球周圍的岩層遭到風化，而它們因為隨後的沉積作用聚集。核球在基岩的聚集可能就是在被風化的小塊岩石上所見到的藍莓石。大多數當地土壤都由橄欖石質玄武岩組成，並且並不是形成於當地，因此可能是來自其他地方。
- 這個由顯微攝影機拍攝的影像透著光澤，並且在溝壁嵌有球狀物。
- 鷹撞擊坑內岩石露頭內的「藍莓石」（赤鐵礦球）。注意影像左上方三個合併的藍莓石。
- 岩石中的「藍莓碗」。
- 本圖表示藍莓石如何覆蓋子午線高原表面大多數區域。

### 塵埃內礦物
機會號的穆斯堡爾譜儀被用來檢驗機會號以磁鐵收集的塵土。檢驗結果顯示在塵土內的磁性物質是鈦磁鐵礦，而非之前所認為的磁鐵礦。塵土內還檢測到少量的橄欖石，被認為是火星曾經長時間乾旱的證據。另一方面，少量的赤鐵礦存在代表液態水曾經短時間存在於古代火星表面。機會號使用岩石研磨工具發現相當容易在基岩鑽孔，因此當地岩石硬度可能遠低於古瑟夫撞擊坑的岩石。

### 基岩礦物
機會號登陸區域有部分地方可見到少量岩石，並且機會號曾經觀測暴露在撞擊坑內的岩石。當地的基岩是沉積有許多含硫酸鈣與硫酸镁的硫酸鹽沉積岩。部分基岩內的硫酸鹽礦物有硫鎂礬、無水硫酸鹽、燒石膏、六水鎂礬、泻利盐和石膏。石鹽、水氯鎂石、南極石、白鈉鎂礬、鈉鎂礬或鈣芒硝等礦物都可能存在。
含有硫酸鹽的岩石和許多火星車探測過的岩石或單一岩石相色調較淡。這些較淡色調的岩石包含有水合硫酸鹽，相當類似火星全球探勘者號的熱輻射光譜儀光譜觀測的結果。相同的光譜在相當廣大的區域被發現，因此一般相信液態水曾經在廣大區域存在，而不是只有機會號所在區域。
阿爾法粒子X射线光谱仪在岩石中發現了相對較高含量的磷。類似的磷含量在阿瑞斯谷和古瑟夫撞擊坑中也有發現，所以有假設認為火星的地函含有大量的磷。岩石中的礦物可能是酸性液體對玄武岩的風化而形成。因為磷的溶解性和鈾、釷、稀土元素相關，因此這些元素被認為會在岩石中富集。
機會號火星探測車到了奮鬥撞擊坑邊緣後不久就發現了白色的礦脈，之後被確認是石膏。這些礦脈被認為是水蒸發後石膏沉積在岩石縫隙中而形成。下圖即所謂的霍姆斯特克層。

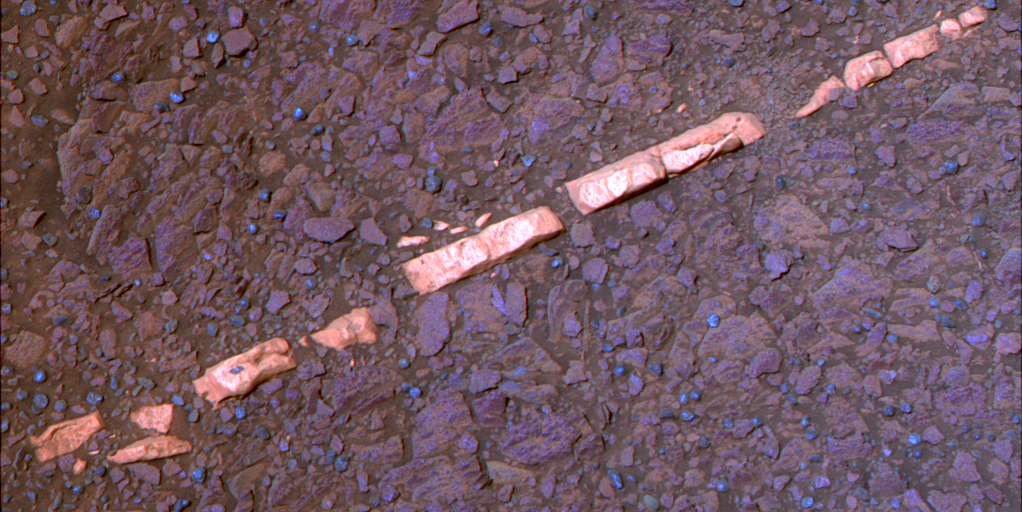
霍姆斯特克層

### 水的證據
對子午線高原岩石的檢測發現了過去曾有水流存在的強烈證據。在所有的基岩中發現了黃鉀鐵礬這種只能在水中形成的礦物。這項發現證實了液態水曾經存在於子午線高原。此外，部分岩石出現小規模的疊層結構，而這些結構只在慢速流動的水中才會出現。第一個疊層結構出現在岩石「The Dells」。地質學家表示這種交錯地層顯示了水面下漣漪造成的繩狀結構。左圖即為當地發現的交錯層。
在某些岩石中的盒狀孔則是因為硫酸鹽形成大型結晶而造成，並且當結晶被溶化後留下的孔洞被稱為晶簇。岩石中溴的聚集程度變化相當大，可能是因為它是可溶性的。當地可能曾經是水的聚集區域。另一個造成可溶性溴化物大量聚集的原因是火星夜間的霜造成地表上水薄膜，使溴化物在特定地點聚集。

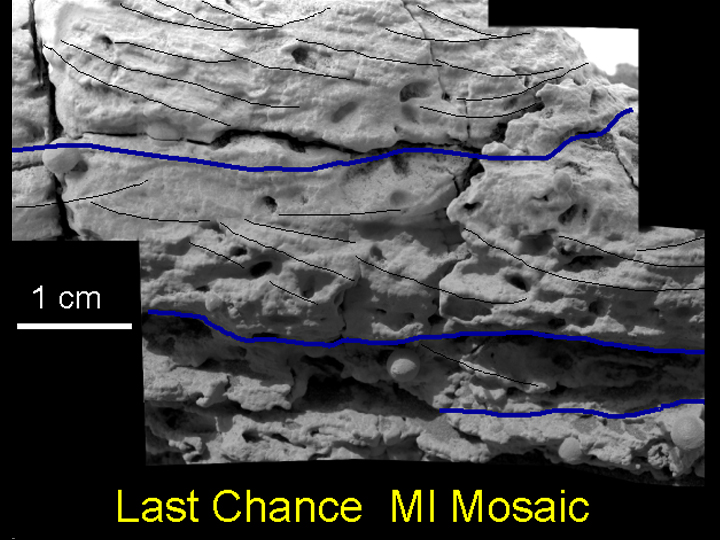
在岩石「Last Chance」中的交錯層。

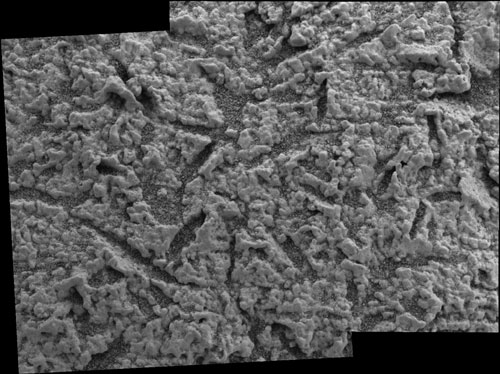
火星岩石內的晶簇。

### 來自撞擊事件的岩石
其中一顆位於沙地的弹跳岩被認為來自撞擊坑噴發物。它的化學成分和基岩不同，成分主要是輝石和斜長石，並且不含橄欖石，和地球的已知來自火星的休格地隕石 EETA 79001 的 Lithology B 部分相當類似。Bounce rock 的名字來自它的位置接近一個氣囊彈跳標誌。

### 隕石
機會號發現了數個在平坦區域的隕石。第一個由機會號分析的隕石被稱為「隔熱罩岩」，這是因為它的位置位於機會號的隔熱罩附近。機會號的小型熱輻射光譜儀、穆斯堡爾譜儀和阿爾法粒子X射線光譜儀檢驗結果判定該隕石屬於IAB鐵隕石。阿爾法粒子X射線譜儀的化驗結果顯示該隕石由93%的鐵和7%的鎳組成。被稱為「巴伯頓無花果樹」的卵石被認為是石質隕石或石鐵隕石（中隕鐵）。至於「艾倫丘陵」和「中山」這兩顆岩石可能是鐵隕石。
- 隔熱罩岩是第一顆在地球以外行星發現的隕石。
- 機會號的隔熱罩，隔熱罩岩位於左上方背景。

### 地質歷史
子午線高原多處觀測結果讓科學家推斷當地曾經數次被洪水淹沒，之後又因為蒸發和流水而乾涸，在這些過程中留下了硫酸鹽沉積。硫酸鹽之後和其他沉積物膠結，並且赤鐵礦結核因為地下水的關係而增加。部分硫酸鹽進入了大型的結晶結構，之後消失留下晶簇。部分線狀結構是過去數十億年氣候相當乾燥的證據，但在很久遠之前曾有段時間氣候可讓液態水存在。

## 子午線高原內的撞擊坑

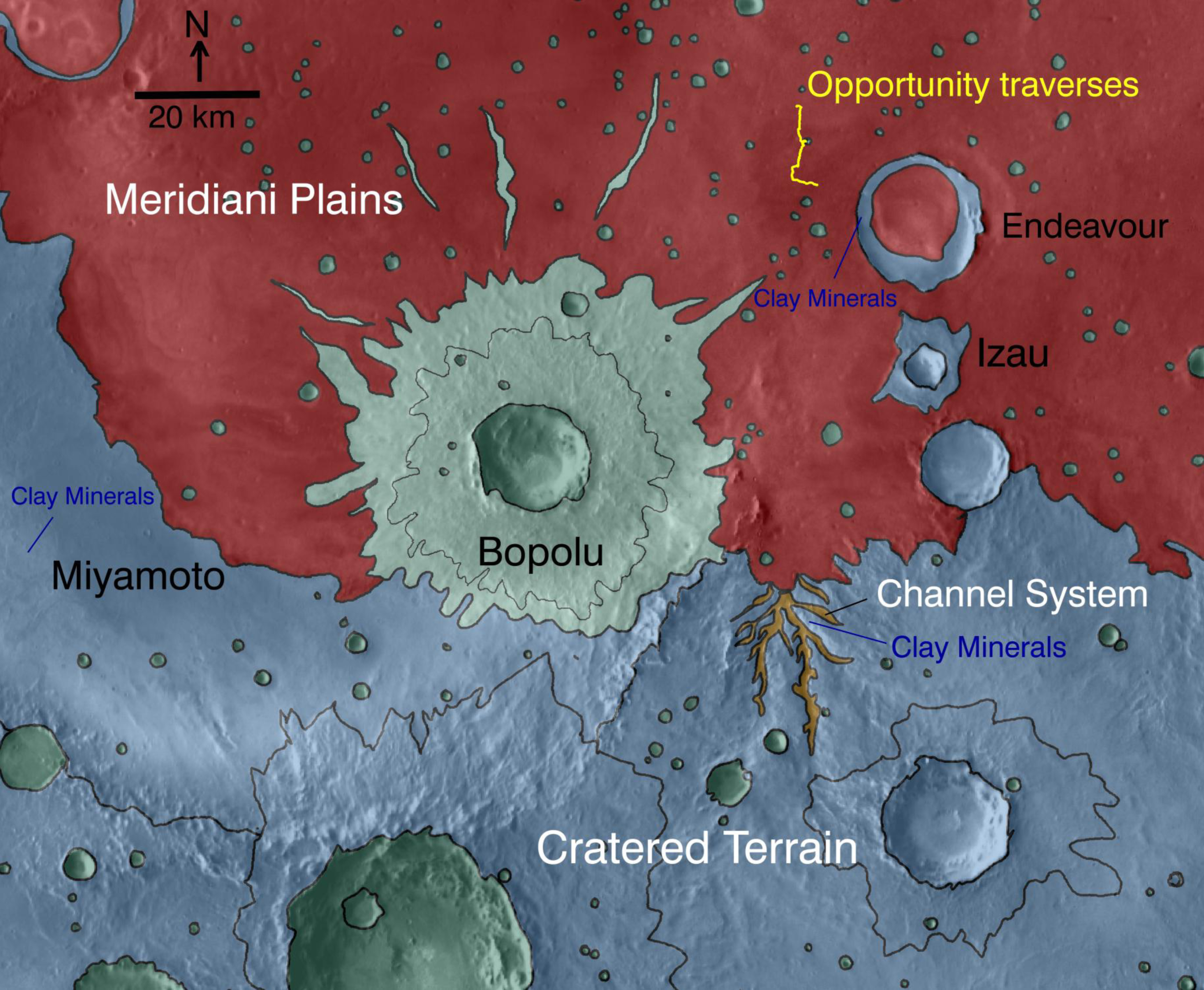
子午線高原內部分區域礦物分布圖。

- 艾里撞擊坑 - 直徑40公里，位於機會號西南西方約375公里。
  - 艾里-0 - 艾里撞擊坑內的小撞擊坑，是火星本初子午線的定義點。
- 阿爾戈撞擊坑 - 機會號曾探測
- 小獵犬撞擊坑 - 機會號曾探測
- 比爾撞擊坑
- 鷹撞擊坑 - 機會號登陸地點，直徑30公尺
- 艾瑪迪安撞擊坑 - 機會號曾探測
- 堅忍撞擊坑 - 機會號曾探測
- 厄瑞玻斯撞擊坑 - 機會號曾探測
- 马德勒撞擊坑
- 維多利亞撞擊坑 - 機會號曾探測，直徑750公尺
- 沃斯托克撞擊坑 - 機會號曾探測
- 維京號撞擊坑 - 機會號曾探測
- 奮鬥撞擊坑 - 機會號前往中

## 外部連結
- Google Mars zoomable map（页面存档备份，存于） - centered on Meridiani Planum
- The sedimentary rocks of Sinus Meridiani: Five key observations from data acquired by the Mars Global Surveyor and Mars Odyssey orbiters  （页面存档备份，存于）